# Vaulx-Vraucourt
Vaulx-Vraucourt là một xã ở tỉnh Pas-de-Calais, vùng Hauts-de-France của Pháp.

## Địa lý
Vaulx-Vraucourt tọa lạc 15 dặm (24,1 km) về phía đông nam Arras và khoảng 4 dặm (6,4 km) về phía đông bắc Bapaume, tại giao lộ của các tuyến đường D20, D10E và D36.

## Dân số
| 1962                                                         | 1968 | 1975 | 1982 | 1990 | 1999 | 2006 |
| ------------------------------------------------------------ | ---- | ---- | ---- | ---- | ---- | ---- |
| 1040                                                         | 1047 | 1021 | 1075 | 1133 | 1110 | 1072 |
| Số liệu điều tra dân số từ năm 1962: Dân số không tính trùng |      |      |      |      |      |      |

## Địa điểm nổi bật
- Nhà thờ St.Martin, được xây lại, giống như xã này, sau thế chiến I